# Душан Козић
Душан Козић (Љубиње, 8. децембар 1958) је бивши српски политичар и председник Владе Републике Српске.

## Биографија
Рођен је 8. децембра 1958. године у Љубињу, Југославија. До почетка распада Југославија се бавио приватним улагањима. Почетком 1992. је изабран у главни одбор Српске демократске странке за област источне Херцеговине. Душан Козић је био председник Владе Републике Српске, а на том положају је био од 18. августа 1994. до 16. октобра 1995. године. Бањалучки медији су га оптужили да је за вријеме свог мандата 28. фебруара 1995. године за 60 милиона долара у име Владе Републике Српске продао Рафинерију нафте Брод познатом трговцу оружјем либеријске фирме „Орбал маркетинг сервис“. Осим оптужби у штампи, никада није доказано да је уговор о продаји потписан нити је Рафинерија нафте Брод продата овој фирми. Душан Козић је један од оснивача и чланова Управног одбора Друштва за управљање инвестиционим фондовима „Нимако“ из Бање Луке, које је основано 2007. године.